# Martin Novoselac
Martin Novoselac (Komletinci, 10. studenog 1950.) bivši je hrvatski nogometaš, reprezentativac i izbornik mladih hrvatskih reprezentacija.

## Životopis

### Igračka karijera
U rodnim Komletincima kod Vinkovaca započeo je igračku karijeru u NK Slavoncu. pa za Slogu iz Otoka te prelazi u vinkovački Dinamo. Nakon toga u novosadsku Vojvodinu. Od 1977. do 1979. godine igrao je u zagrebačkom Dinamu, odakle prelazi u grčki Olympiacos. U tri godine Novoselac je osvojio dva naslova prvaka uz jednu titulu u grčkom kupu, propustivši samo dvije utakmice. Upisao je i četiri nastupa za jugoslavensku reprezentaciju.

### Trenerska i izbornička karijera
Igračku karijeru završio je 1984. godine u vinkovačkom Dinamu gdje je započeo uspješnu trenersku karijeru. Završio je Pravni fakultet i Višu trenersku školu, a od 1989. godine uključen je u rad s mlađim uzrasnim kategorijama u Hrvatskom nogometnom savezu gdje je do umirovljenja obavljao niz značajnih funkcija na kojima je ostvarivao značajne uspjehe.
Od samih početaka rada osamostaljenog HNS-a pa sve do odlaska u mirovinu 2015., Novoselec je trenerski instruktor. od početka je izbornik svih mlađih uzrasnih kategorija (od U-14 do U-21) do 2001. godine, kada postaje direktor svih mlađih reprezentacija, a od 2013. glavni instruktor HNS-a. Mladu U-21 reprezentaciju vodio je kao izbornik na europskim prvenstvima 2000. i 2004. godine te na Vojnim igrama 1999. godine gdje je Hrvatska osvojila brončanu medalju. Vodio je U-20 reprezentaciju u prvom nastupu na Svjetskom prvenstvu 1999. u Nigeriji gdje je Hrvatska izborila osminu finala i dobila nagradu za fair-play. Martin Novoselac kao izbornik stoji i iza dva najveća uspjeha hrvatskih reprezentacija mlađih uzrasta. 1998. godine osvojio je brončanu medalju s uzrastom U-18 na Europskom prvenstvu na Cipru, a tri godine kasnije, 2001. broncu je osvojila i U-16 reprezentacija na Europskom prvenstvu u Engleskoj. 
Novoselac je bio pomoćni trener Zlatku Kranjčaru u A reprezentaciji u kvalifikacijama i na Svjetskom prvenstvu u Njemačkoj 2006.
Dobitnik je Trofeja podmlatka HNS-a 2004. godine, najvećeg priznanjem HNS-a za razvoj nogometa. 

## Uspjesi
Vojvodina
- Mitropa kup: 1976./77.
- UEFA Intertoto kup: 1976.

Dinamo Zagreb
- Kup maršala Tita: 1979./80.

Olympiacos
- Grčka Superliga: 1980./81., 1981./82.
- Grčki kup: 1980./81.

Hrvatska nogometna reprezentacija
- EURO U-18 Cipar 1998.: bronca
- Svjetske vojne igre 1999.: bronca
- EURO U-16 Engleska 2001.: bronca